# Kužener
Kužener (in russo Куженер?, in lingua mari Кужэҥер) è un insediamento di tipo urbano, centro amministrativo del distretto Kuženerskij della Repubblica dei Mari, in Russia. Si trova a sud delle sorgenti del fiume Nemda. Ha ottenuto lo status di insediamento di tipo urbano nel 1974. Nel 2023 contava 4 744 abitanti.